# 都倉賢
都倉 賢（とくら けん、1986年6月16日 - ）は、東京都渋谷区出身のプロサッカー選手。Jリーグ・栃木シティFC所属。ポジションはフォワード（FW）。
187cmの体格を活かしたポストプレー、フィジカルの強さを生かした長身から繰り出すヘディングと左足でのシュートが武器。
祖父は外交官の都倉栄二。伯父に作曲家の都倉俊一。父は俊一の弟で、三井物産勤務を経て北欧家具会社経営。実姉は2003年度準ミス日本で女優の都倉伶奈。妻はライフスタイルプロデューサーの村上萌。

## 来歴

### プロ入り前
みこころ幼稚園、慶應義塾幼稚舎、慶應義塾普通部（横浜F・マリノスジュニアユース菅田）を経て慶應義塾高等学校時代に「ミスター塾高」に選ばれた。慶應義塾大学休学中のままプロサッカー選手へ転向。サッカー選手としては、横浜F・マリノスジュニアユース菅田から川崎フロンターレU-18を経て、2005年より川崎のトップチームに昇格。

### 川崎・草津時代
川崎では出場機会を得られず、2008年シーズン途中にザスパ草津に期限付き移籍し、同2009年シーズンからは草津へ完全移籍。2009年は香川真司に次ぎリーグ2位となる23得点をあげた。

### 神戸時代
2010年にヴィッセル神戸へ完全移籍。4月17日のベガルタ仙台戦で移籍後初得点を記録。2011年は17節鹿島アントラーズ戦で試合終盤に中足骨を骨折し、シーズンをほぼ棒に振る。
2012年6月30日の古巣川崎戦でゴール後、イタリア代表で当時マンチェスター・シティ所属のマリオ・バロテッリがEURO2012で披露したゴールセレブレーションを模倣し、イエローカードを受けた。
2013年シーズン終了後、契約満了により神戸を退団。その後デンマーク・スーペルリーガ2013 - 14シーズン9位のFCベストシェランでトライアウトに参加したが契約に至らなかった。

### 札幌時代
FCベストシェランのトライアウトに参加している際はJクラブからのオファーを全て断っていたが、その後も近況を気にして連絡を取っていたコンサドーレ札幌が2014年2月末に再びオファーを出した。デンマークから帰国した成田空港で札幌の三上GMに出迎えられ、3月にJ2のコンサドーレ札幌に完全移籍。10月26日のJ2第38節湘南ベルマーレ戦でゴールキーパーからのロングフィードを胸トラップして放ったミドルシュートが2014年のJ2最優秀ゴール賞に選ばれた。また、このゴールは札幌のクラブ通算1000号ゴールとしてクラブの歴史に刻まれた。シーズンオフにJ1昇格が決まっていた松本山雅FCからの完全移籍オファーが届き、95%は移籍へと気持ちは傾いていたが、悩みに悩みオファーを断り札幌へ残留することを決断した。サポーターが掲げた『都倉来年も熱い刺激を俺たちに』が決断した要素の一つになったと都倉自身が公言。
2016年3月6日、J2第2節のFC岐阜戦で自身初となるハットトリックを試合前半で達成した。シーズンオフに今まで複数年契約を固辞し単年契約だったが、今回は自身初となる複数年契約で合意した。
2017年は自身4年ぶりのJ1出場を果した。8月28日に第一子となる女児が生まれ、9月9日のJ1第25節ジュビロ磐田戦で父親として初試合で同点ゴールを決め、ゆりかごダンスを披露した。J1では自身最多となるリーグ戦のシーズン9得点を記録した。
2018年、4月8日のJ1第6節名古屋グランパス戦でシーズン初ゴールとなるバイシクル弾が、4月度の月間ベストゴールに選出される。4月17日のJ1第8節柏レイソル戦で自身のJ1通算100試合目となる試合で、クラブJ1アウェイ通算100号ゴールを決めた。5月5日、J1第13節ガンバ大阪戦でバイシクルシュートを決めて勝利に貢献し、自身Jリーグ通算100ゴールを達成。8月19日のJ1第23節FC東京戦でクラブJ1ホーム通算150号ゴールを決めた。8月25日のJ1第24節清水エスパルス戦でも得点を挙げ、自身初のJ1リーグ二桁得点を達成した。この得点は札幌通算70得点（カップ戦も含む）であり、バルデスが持つ札幌通算得点記録に並んだ。

### C大阪時代
2019年シーズンより山口蛍、 山村和也、杉本健勇といった主力が抜けたセレッソ大阪に完全移籍で加入。開幕戦はチケット完売で4万人以上の観客が駆けつけた中、途中出場し、高さを活かしたプレーで流れを呼び込み勝利に貢献した。試合後のインタビューでスタジアムの雰囲気を聞かれ、「いや、もう、雰囲気は最高でしたよ！僕自身、多分、このスタジアムでプレーしたことはなかった。札幌ではキンチョウスタジアムだったり、ザスパのときも、長居でやったときは僕が出場停止で来られなかったり、縁がなかった。そういった中で、初めてプレーした長居が超満員で、最高の雰囲気の中で勝てたことが全てでした。ある意味、ふたを開けてみないと分からない開幕戦で、僕自身、勝ててホッとして、少しはセレッソの一員になれたかなと感じています」と答えた。
2019年3月30日、第5節のベガルタ仙台戦で移籍後初得点を決めた。その後もレギュラーで活躍するも、5月11日に行われた横浜F・マリノス戦で右膝前十字靭帯損傷および右膝外側半月板損傷で全治8カ月の離脱となった。その1週間後に行われた大阪ダービーでは背番号9のコレオグラファーが作られた。怪我の影響でその後試合に出場することなくリーグ戦11試合1得点で終えた。
2020年シーズン サンガスタジアム by KYOCERAのこけら落としとなった京都サンガF.C. とのプレシーズンマッチで長期離脱から復帰し、84分に出場、92分にチームの3点目を決めた。「チームメートが僕のユニフォームを着て試合に出てくれたり、サポーターがコレオをしてくれたり、たくさんの人に支えられてここまでくることができました。」と語った。
第25節ヴィッセル神戸戦で前半33分、ボールをキャッチしている相手GKに対して、遅れたタイミングでシュートを試み、左足で顔面を蹴りレッドカードで退場となった。この行為で怪我をした前川黛也は「試合後検査のため病院へ行き、脳や目などの怪我は大丈夫でした 危険な場面でしたが、お互い点を取る、守るため必死です。試合中後も都倉選手からも謝罪はしっかり受けてます」とSNSに投稿した。
その後は3試合に出場した。12月20日、契約満了となり退団することが発表された。

### 長崎時代
2021年、V・ファーレン長崎へ加入した。
2023年シーズン終了後に契約満了となった。

### 岩手・栃木C時代
2023年12月13日にカンセキスタジアムとちぎで行われたJリーグ合同トライアウトに参加し、紅白戦では2得点1アシストを記録した。12月27日にいわてグルージャ盛岡への加入が発表された。2024年12月13日、Jリーグに加盟したばかりの栃木シティFCへの期限付き移籍が発表された。

## エピソード
- 2010年8月22日に行われたNDソフトスタジアム山形でのモンテディオ山形戦において、3人の交代枠を使った後半47分にゴールキーパーの榎本達也がペナルティーエリア外でのハンドリングによりレッドカードで退場したため、残りの時間は都倉がゴールキーパーを務め、山形のフリーキックとコーナーキックからの攻撃を守りきり無失点で試合を終えた[36]。
- 2012年6月30日、J1第16節の川崎フロンターレ戦で、ゴールまで25メートルの位置から強烈なミドルシュートを決めた。この後、イタリア代表FWマリオ・バロテッリが前日のUEFA EURO 2012準決勝vsドイツ戦で見せたゴールセレブレーションをし各メディアで取り上げられた[37]。
- 2012年に村上萌と結婚[38]。子は1女がいる[39]。

## 所属クラブ
- 1990年 - 1998年 キンダー善光サッカークラブ[注 2]（みこころ幼稚園～慶應義塾幼稚舎）
- 1999年 - 2001年 横浜F・マリノスジュニアユース菅田（慶應義塾普通部）
- 2002年 - 2004年 川崎フロンターレU-18（慶應義塾高等学校）
- 2005年 - 2008年  川崎フロンターレ
  - 2008年8月 - 同年12月  ザスパ草津（期限付き移籍）
- 2009年  ザスパ草津
- 2010年 - 2013年  ヴィッセル神戸
- 2014年 - 2018年  コンサドーレ札幌/北海道コンサドーレ札幌
- 2019年 - 2020年  セレッソ大阪
- 2021年 - 2023年  V・ファーレン長崎
- 2024年 -   いわてグルージャ盛岡
  - 2025年 -  栃木シティFC（期限付き移籍）

## 個人成績
| 国内大会個人成績 | 国内大会個人成績 | 国内大会個人成績 | 国内大会個人成績 | 国内大会個人成績 | 国内大会個人成績 | 国内大会個人成績 | 国内大会個人成績 | 国内大会個人成績 | 国内大会個人成績 | 国内大会個人成績 | 国内大会個人成績 |
| 年度             | クラブ           | 背番号           | リーグ           | リーグ戦         | リーグ戦         | リーグ杯         | リーグ杯         | オープン杯       | オープン杯       | 期間通算         | 期間通算         |
| 年度             | クラブ           | 背番号           | リーグ           | 出場             | 得点             | 出場             | 得点             | 出場             | 得点             | 出場             | 得点             |
| 日本             | 日本             | 日本             | 日本             | リーグ戦         | リーグ戦         | リーグ杯         | リーグ杯         | 天皇杯           | 天皇杯           | 期間通算         | 期間通算         |
| ---------------- | ---------------- | ---------------- | ---------------- | ---------------- | ---------------- | ---------------- | ---------------- | ---------------- | ---------------- | ---------------- | ---------------- |
| 2005             | 川崎             | 27               | J1               | 3                | 0                | 1                | 0                | 0                | 0                | 4                | 0                |
| 2006             | 川崎             | 27               | J1               | 0                | 0                | 0                | 0                | 0                | 0                | 0                | 0                |
| 2007             | 川崎             | 27               | J1               | 2                | 0                | 0                | 0                | 0                | 0                | 2                | 0                |
| 2008             | 川崎             | 27               | J1               | 1                | 0                | 0                | 0                | -                | -                | 1                | 0                |
| 2008             | 草津             | 35               | J2               | 14               | 3                | -                | -                | 1                | 0                | 15               | 3                |
| 2009             | 草津             | 27               | J2               | 43               | 23               | -                | -                | 2                | 2                | 45               | 25               |
| 2010             | 神戸             | 27               | J1               | 19               | 4                | 5                | 1                | 2                | 0                | 26               | 5                |
| 2011             | 神戸             | 27               | J1               | 14               | 2                | 1                | 0                | 0                | 0                | 15               | 2                |
| 2012             | 神戸             | 9                | J1               | 25               | 6                | 4                | 0                | 1                | 0                | 30               | 6                |
| 2013             | 神戸             | 9                | J2               | 23               | 2                | -                | -                | 1                | 0                | 24               | 2                |
| 2014             | 札幌             | 39               | J2               | 37               | 14               | -                | -                | 1                | 1                | 38               | 15               |
| 2015             | 札幌             | 9                | J2               | 34               | 13               | -                | -                | 0                | 0                | 34               | 13               |
| 2016             | 札幌             | 9                | J2               | 40               | 19               | -                | -                | 1                | 1                | 41               | 20               |
| 2017             | 札幌             | 9                | J1               | 30               | 9                | 5                | 1                | 0                | 0                | 35               | 10               |
| 2018             | 札幌             | 9                | J1               | 30               | 12               | 2                | 0                | 2                | 2                | 34               | 14               |
| 2019             | C大阪            | 9                | J1               | 11               | 1                | 1                | 0                | 0                | 0                | 12               | 1                |
| 2020             | C大阪            | 9                | J1               | 14               | 1                | 2                | 0                | -                | -                | 16               | 1                |
| 2021             | 長崎             | 27               | J2               | 37               | 7                | -                | -                | 1                | 0                | 38               | 7                |
| 2022             | 長崎             | 27               | J2               | 27               | 3                | -                | -                | 1                | 0                | 28               | 3                |
| 2023             | 長崎             | 27               | J2               | 22               | 1                | -                | -                | 1                | 0                | 23               | 1                |
| 2024             | 岩手             | 9                | J3               | 24               | 2                | 2                | 0                | 1                | 1                | 27               | 3                |
| 2025             | 栃木C            | 9                | J3               |                  |                  |                  |                  |                  |                  |                  |                  |
| 通算             | 日本             | 日本             | J1               | 149              | 35               | 21               | 2                | 5                | 2                | 175              | 39               |
| 通算             | 日本             | 日本             | J2               | 277              | 85               | -                | -                | 9                | 4                | 286              | 89               |
| 通算             | 日本             | 日本             | J3               | 24               | 2                | 2                | 0                | 1                | 1                | 27               | 3                |
| 総通算           | 総通算           | 総通算           | 総通算           | 450              | 122              | 23               | 2                | 15               | 7                | 488              | 131              |

- Jリーグ初出場：2005年5月4日 J1 第10節 対アルビレックス新潟（新潟スタジアム）
- Jリーグ初得点：2008年11月8日 J2 第42節 対サガン鳥栖（鳥栖スタジアム）

- クラブ通算1000号ゴール：2014年10月26日 J2 第38節 対湘南ベルマーレ（札幌ドーム）
- クラブJ1アウェイ通算100号ゴール：2018年4月17日 J1 第8節 対柏レイソル（日立台）
- クラブJ1ホーム通算150号ゴール：2018年8月19日 J1 第23節 対FC東京（札幌ドーム）

## タイトル
北海道コンサドーレ札幌
- J2リーグ優勝：（2016年）

個人
- J2最優秀ゴール賞：1回（2014年）
- Jリーグ月間MVP：1回（2015年5月）

その他
- 札幌ドームMVP賞：1回（2014年）